# 海南花蟹蛛
海南花蟹蛛（学名：Xysticus hainenus）为蟹蛛科花蟹蛛属的动物。在中国，分布于海南等地。该物种的模式产地在海南。